# Pamplemousse mécanique
Albums de Les Fatals Picards
Picardia Independenza
(2005) Public
(2008)
Pamplemousse mécanique est le quatrième album studio du groupe français de rock alternatif Les Fatals Picards, sorti 19 février 2007, édité par le label indépendant Adone et distribué par Warner Music France. Il existe deux éditions de cet album, la seconde ayant un titre en plus (L'amour à la française) un titre en moins (Public) et un titre raccourci (On se demandait...).
Le titre de l'album est une référence au film Orange mécanique.
Pamplemousse mécanique est le premier album des Fatals Picards à se classer dans les meilleures ventes d'albums en France, atteignant la 24e position la semaine de sa sortie.

## Musique et textes
Les chansons de l'album sont le plus souvent parodiques. Ainsi, le titre Commandante, qui fait référence à Che Guevara, parodie le groupe No One Is Innocent. Cure toujours se moque du mouvement gothique, et plus particulièrement du groupe Indochine. Monter le pantalon est une parodie du tube de l'été Tomber la chemise des Zebda. La chanson Bernard Lavilliers quant à elle tourne en dérision le chanteur Bernard Lavilliers, qui a d'ailleurs bien voulu participer au clip vidéo.
Ils s'en prennent aussi sur le ton de l'humour aux joueurs de djembé (Djembé man), au film Le Fabuleux Destin d'Amélie Poulain (Moi je vis chez Amélie) ou encore à la Française des jeux (Française des jeux).
Au-delà de la parodie, certaines chansons sont davantage engagées, le groupe ne se cachant pas d'être plutôt de gauche. Les Fatals Picards critiquent entre autres la droite (Et puis merde, je vote à droite !), le racisme (Au mariage de Kevin et de ma sœur) et les sociétés de castes (Castatroce). Ils prônent une autre gauche (Mon père était tellement de gauche)  et prennent également la défense des enseignants (La sécurité de l'emploi).
Partenaire particulier est une reprise plus punk rock de la chanson des années 1980 du groupe éponyme. L'amour à la française, qui a représenté la France au concours Eurovision de la chanson 2007, est intégrée dans la réédition de l'album. Pour Valérie Lehoux de Télérama, il s'agit d'un « pastiche doucereux de britpop ». L'album mêle des chansons rock à des ballades (Mon père était tellement de gauche) et a des titres davantage influencés par le ska ou le reggae (Djembé man, Les dictateurs).

## Pochette
La pochette de l'album est dessinée par Adrien Ménielle.

## Accueil

### Classements
| Classement    | Meilleure position |
| ------------- | ------------------ |
| France (SNEP) | 24                 |

## Versions
| 1.  | Bernard Lavilliers                                | 2:58  |
| 2.  | La sécurité de l'emploi                           | 3:19  |
| 3.  | Mon père était tellement de gauche                | 3:20  |
| 4.  | Djembé man                                        | 4:06  |
| 5.  | Seul et célibataire                               | 3:03  |
| 6.  | Au mariage de Kevin et de ma sœur                 | 3:10  |
| 7.  | Les dictateurs                                    | 3:44  |
| 8.  | Moi je vis chez Amélie                            | 3:05  |
| 9.  | Commandante                                       | 3:04  |
| 10. | Monter le pantalon                                | 2:37  |
| 11. | Cure toujours                                     | 2:53  |
| 12. | Je viens d'ici                                    | 2:51  |
| 13. | Partenaire particulier                            | 2:43  |
| 14. | Française des jeux                                | 3:24  |
| 15. | Et puis merde, je vote à droite !                 | 3:05  |
| 16. | On se demandait (où sont les pistes introuvables) | 27:35 |
| 17. | Public                                            | 3:42  |

| 1.  | Bernard Lavilliers                                | 2:58  |
| 2.  | La sécurité de l'emploi                           | 3:19  |
| 3.  | Mon père était tellement de gauche                | 3:20  |
| 4.  | L'amour à la française                            | 2:46  |
| 5.  | Djembé man                                        | 4:06  |
| 6.  | Seul et célibataire                               | 3:03  |
| 7.  | Au mariage de Kevin et de ma sœur                 | 3:10  |
| 8.  | Les dictateurs                                    | 3:44  |
| 9.  | Moi je vis chez Amélie                            | 3:05  |
| 10. | Commandante                                       | 3:04  |
| 11. | Monter le pantalon                                | 2:37  |
| 12. | Cure toujours                                     | 2:53  |
| 13. | Je viens d'ici                                    | 2:51  |
| 14. | Partenaire particulier                            | 2:43  |
| 15. | Française des jeux                                | 3:24  |
| 16. | Et puis merde, je vote à droite !                 | 3:05  |
| 17. | On se demandait (où sont les pistes introuvables) | 24:38 |

## Crédits
Ivan Callot : chant, guitares, programmation
Laurent Honel : guitares, claviers, xylophone
Jean-Marc Sauvagnargues : chant, batterie, xylophone
Paul Léger : chant
Yves Giraud : basse